# География на Либия
Либия е държава в Северна Африка, заемаща част от южното крайбрежие на Средиземно море и големи части от пустинята Сахара. 98% от територията на страната е заета от субтропични полупустини на север и тропични пустини на юг. На изток граничи с Египет (дължина на границата – 1150 km), на югоизток – със Судан (383 km), на юг – с Чад (1055 km), на югозапад – с Нигер (354 km), на запад – с Алжир (1020 km) и на северозапад – с Тунис (459 km). Общата дължина на сухоземните граници е 4421 km. На север се мие от водите на Средиземно море с дължина на бреговата линия 1820 km. В тези си граници заема площ от 1 759 540 km² (16-о място по площ в света). Бреговата линия е слабо разчленена. Единственият голям залив е Сидра (Голям Сирт), като на запад от него бреговете са предимно ниски, пясъчни, заети от лагуни, а на изток – стръмни, на места планински. Населението към 1 януари 2018 г. е 8 870 000 души. Столица е град Триполи.
Територията на либия се простира между 19°30′ и 33°10′ с.ш. и между 9°24′ и 25°09′ и.д. Крайните точки на страната са следните:
- крайна северна точка – 33°10′00″ с. ш. 11°33′43″ и. д. / 33.166667° с. ш. 11.561944° и. д., на границата с тунис, на брега на Средиземно море.
- крайна южна точка – 19°30′00″ с. ш. 22°00′00″ и. д. / 19.5° с. ш. 22° и. д., на границата със Судан и Чад.
- крайна западна точка – 30°10′05″ с. ш. 9°23′30″ и. д. / 30.168056° с. ш. 9.391667° и. д., на границата с Алжир, на 10 km западно от оазиса Гадамес.
- крайна източна точка – 31°39′41″ с. ш. 25°08′58″ и. д. / 31.661389° с. ш. 25.149444° и. д., на брега на Средиземно море, в близост до граница с Египет.

## Релеф, геоложки строеж, полезни изкопаеми
Голяма част от територията на страната е заета от плато с височина от 200 до 600 m, разделено от обширни понижения на отделни участъци: Хамада ел Хамра с отстъпа Джебел Нефус (с височина до 968 m) на северозапад, в Триполитания и Ел Джебел ел Ахдар (с височина 876 m) на североизток, в Киренайка. На юг се издигат пясъчни плата и северните периферните разклонения на планинската земя Тибести с връх Бикку Битти, 2267 m (на границата с Чад), най-високата точка на Либия. Източната част на страната е заета от Либийската пустиня, а западната – от обширната котловина Феццан с големите пясъчни масиви Едейен Убари, Едейен Мурзук и др., като отделни пясъчни вериги достигат десетки и стотици километри дължина, при относителна височина от 150 – 200 m.
В геоложко отношение територията на Либия представлява част от северния склон на Африканската платформа. В крайния юг, в центъра и в югоизточната част на страната в пределите на фундамента на платформата на повърхността се откриват докамбрийски кристалинни формации. Падините на фундамента (Хамфа, Мурзук, Куфра, Източнолибийска) са запълнени от седиментен чехъл, изграден от палеозойски, мезозойски и кайнозойски морски и континентални наслаги. Централната част на Либия е пресечена от разломи, към които са привързани полета с млади вулканични изригвания. Крайбрежието на Средиземно море също е обградено от разломи. От югоизток към залива Сидра се простира едноименен грабен, изпълнен с морски (предимно карбонатни, частично рифогенни) наслаги от горната креда и палеогена, към който са превързани големите нефтени находища.

## Климат, води
Климатът на Либия е тропичен, пустинен, с резки сезонни и денонощни колебания на температурата и голяма сухота на климата. Северната, крайбрежна част на страната има субтропичен, средиземноморски климат. Средната януарска температура в северната част на страната е 11 – 12°С, на юг 15 – 18°С, а средната юлска – съответно 27 – 29°С и 32 – 35°С. Максималната температура в централните части на Либийската пустиня често надминава 50°С. Повече валежи получават северните крайбрежни райони – от 250 – 350 mm годишно в Триполи, до 400 – 650 mm в Киренайка. На юг и изток количеството им намалява до 100 mm, а в Либийската пустиня – до 25 mm годишно. Над територията на страната често бушуват горещите и изсушаващи ветрове гибли и хамсин съпроводени с прашни бури.
В Либия няма постоянно течащи реки, но страната разполага със значителни запаси от подземни води. Там, където те са близко до повърхността, са разположени оазиси с плодородни почви. Има множество сухи долини – уади, особено в близост до залива Сидра, в Киренайка и Феццан, по които само по време на епизодични поройни дъждове тече вода.

## Растителност, животински свят
По крайбрежието на Либия преобладава субтропичната полупустинна растителност, където върху сивоземни и сивокафяви почви вирее акация, макия, тамариск, а в по-влажните места – малки горички от по-влаголюбива макия, кедър, средиземноморска хвойна. Между крайбрежната ивица и пустинята растат пелин, твърдолистни треви и храсти. В огромните пустинни пространства почти липсва растителност, като тук-таме се срещат редки храсти, сухолюбиви бодливи храсти и полухрасти и солянка.
Животинският свят на страната е беден, представен предимно от влечуги (змии, гущери) и много видове скорпиони. Северните райони обитават хиени, чакали, лисици, зайци, диви свине, а в оазисите гнездят различни видове птици.